# Karl Vilhelm Fredrik av Brandenburg-Ansbach
Karl Vilhelm Fredrik av Brandenburg-Ansbach, tyska: Karl Wilhelm Friedrich von Brandenburg-Ansbach, kallad "den vilde markgreven", född 12 maj 1712 i Ansbach, död 3 augusti 1757 i Gunzenhausen, var från 1729 till sin död regerande markgreve av Brandenburg-Ansbach.

## Biografi
Karl Vilhelm Fredrik tillhörde huset Hohenzollerns yngre Brandenburg-Ansbach-gren som son till markgreve Vilhelm Fredrik av Brandenburg-Ansbach (1686–1723) i äktenskapet med Christiane Charlotte av Württemberg-Winnental (1694–1729). Hans mor fungerade som förmyndarregent under hans minderårighet.
Karl Vilhelm Fredrik gifte sig 30 maj 1729 i Berlin med den avlägsna släktingen och preussiska prinsessan Fredrika Lovisa (1714–1784), dotter till kung Fredrik Vilhelm I av Preussen. I äktenskapet föddes sönerna Karl (1733–1737), som dog som barn, och Alexander (1736–1806). Karl Vilhelm Fredrik regerade Brandenburg-Ansbach som en typisk representant för absolutismen och levde ett praktfullt hovliv. Han ska ha efterlämnat skulder på 2,3 miljoner Reichstaler och hade en budget för sina jakter som uppgick till en tiondel av furstendömets budget. Han avled 2 augusti 1757 av ett slaganfall.
Med sin mätress, Elisabeth Wünsch (1710–1757), dotter till en av hans falkenerare, hade han två döttrar, Wilhelmine Eleonore (1743–1768) och Louise Charlotte (1746–1747), samt sönerna Friedrich Karl (1734–1796) och Friedrich Ferdinand Ludwig (1748–1811). Sönerna utnämndes senare till friherrar von Falkenhausen av kejsaren genom geheimerådet Johann Michael Schaudis försorg; denne adlades samtidigt. Fredrik Karl erhöll slottet Thürnhofen och Trautskirchen, Friedrich Ferdinand Ludwig slotten Laufenbürg och Wald nära Gunzenhausen. Walds slott hade egentligen uppförts av Carl Friedrich von Zocha för eget bruk, men återgick till furstendömet vid dennes död då han saknade efterkommande. Båda sönerna disponerade även slottet Bibersfeld vid Schwäbisch Hall tillsammans. På Walds slott lever fortfarande arvingarna till friherrarna von Falkenhausen.
Han lät uppföra många slott i furstendömet Ansbach och lät bland annat bygga om Ansbachs residensslott och uppföra slottet i Gunzenhausen och jaktslottet Georgenthal. Under hans regering uppfördes 56 nya kyrkor och prästgårdar. Mellan 1736 och 1738 lät han bygga om markgrevarnas begravningskyrka, S:t Gumbertus i Ansbach, i så kallad Markgrafenstil.
Falkjakt var ett särskilt intresse hos markgreven. 1730 gav han sin överste byggmästare Carl Friedrich von Zocha i uppdrag att uppföra ett falk- och hägerhus i Triesdorf. Zocha ersattes senare med Leopoldo Retti till följd av samarbetssvårigheter. Karl Vilhelm Fredrik kom efter invigningen 14 juni 1748 att äga Europas största falkgård, och kom från 1730 till 1748 att lägga ut mer en halv miljon gulden på sin hobby. Fursten lät aldrig kostnaden hindra honom och i samband med falkjakten uppfördes även två byggnader, godset Plein Désir i Weidenbach och Heydenabpalatset i Gunzenhausen, idag ett bankkontor.

## Familj
I äktenskapet med Fredrika Lovisa av Preussen (1714–1784) föddes:
- Karl Fredrik August (1733–1737), arvfurste av Brandenburg-Ansbach
- Karl Alexander (1736–1806), markgreve av Brandenburg-Ansbach och Brandenburg-Bayreuth, abdikerade 1791.

I förhållandet med Elisabeth Wünsch (1710–1757) föddes:
- Friedrich Karl (1734–1796), friherre von Falkenhausen
- Wilhelmine Eleonore (1743–1768)
- Louise Charlotte (1746–1747)
- Friedrich Ferdinand Ludwig (1748–1811), friherre von Falkenhausen